# 恵み野駅西口周辺開発事業
恵み野駅西口周辺開発事業（めぐみのえきにしぐちしゅうへんかいはつじぎょう）は、北海道恵庭市に位置する千歳線・恵み野駅（北海道旅客鉄道）西口周辺で行われる土地区画整理事業。

## 概要

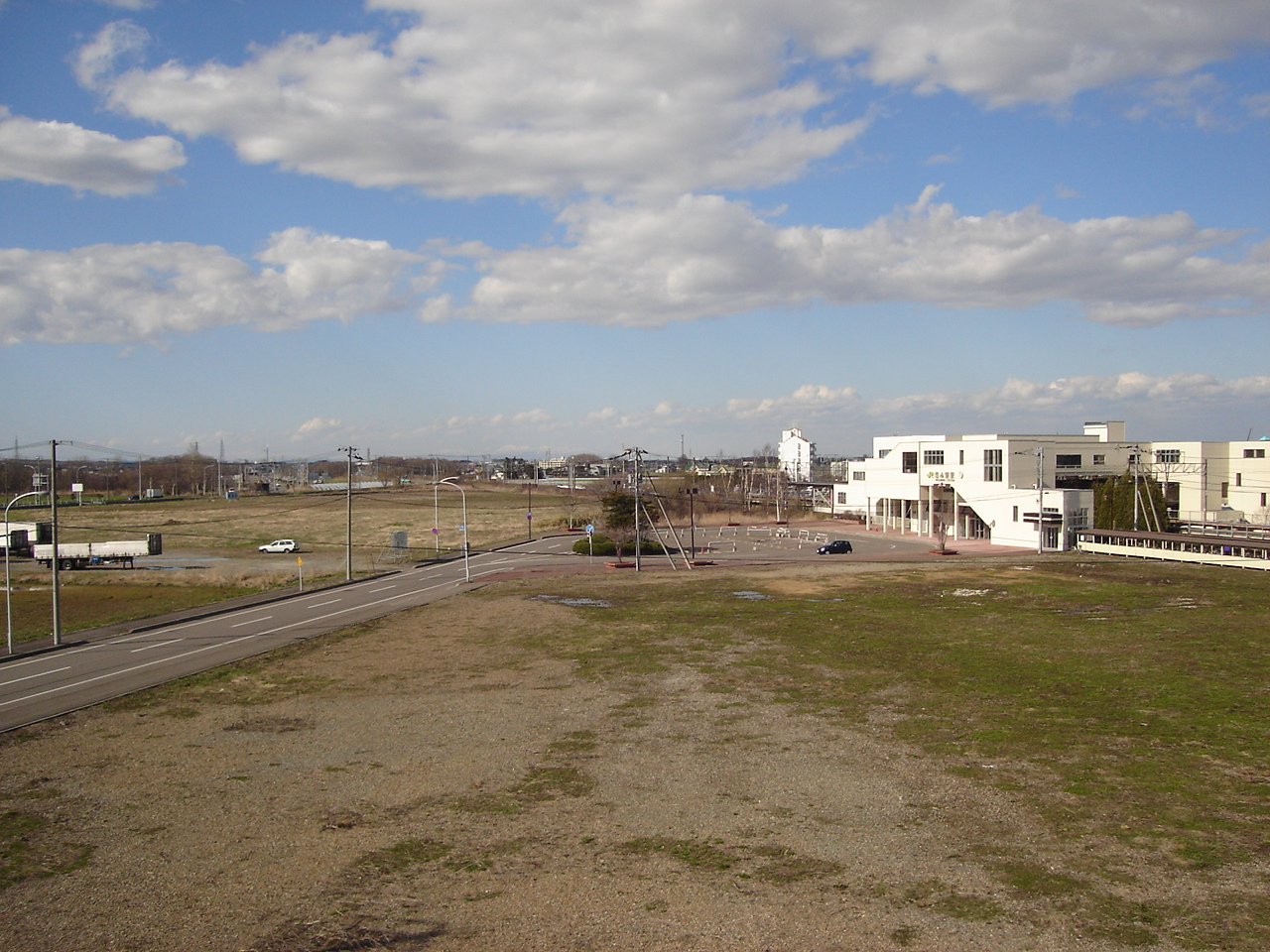
開発前の恵み野駅西口 駅前。手前が病院跡地（2007年4月）

恵み野駅西口周辺開発事業（以下「西口開発」と表記）は、恵み野駅の西側、北海道・道央の動脈である国道36号に隣接し、北海道道46号江別恵庭線（道道江別恵庭線）を挟む場所に位置している約27ヘクタールの土地を開発造成し、多数の商業施設、娯楽施設、高齢者住居等が誘致と宅地造成する計画。
1982年に恵み野駅が開業して以来、駅の東側には新興住宅街の「恵庭ニュータウン恵み野」があり、駅東口に隣接してイトーヨーカドー（2019年閉店）が建設されるなど、恵み野地区は札幌圏のベッドタウンとして栄えてきた。西側には素朴な風景が広がり、駅西口に隣接していた「哲仁会 えにわ病院」が、2004年に「我汝会 えにわ病院」として名称を変え、恵庭駅東口に移転開院。病院跡地に2011年に完成した「創価学会 道央文化会館」がある。

## 沿革
当初、計画を恵庭市に持ち掛けたのは民間事業者の札幌綜合商事。恵庭市は西口開発に意欲的な姿勢を見せ、計画は市民に周知されずに一度、決定した。この時点で恵庭市の拠出金額は約8億円と試算されたが、財政負担には根拠がないといわれ、民間事業者が行ってきた開発事業に自治体がこのような積極的支援をした例は数少ない。
2006年12月、恵庭市議会の自由民主党・平成クラブが市内25,000世帯を対象に投函して返送を求めたアンケートで反対多数となった。また、同市議会の日本共産党が同年に実施したアンケートでも反対多数という結果になった。
2007年1月27日、恵庭市は西口開発に関してフォーラムを開きアンケートを実施した。開発事業についての考えを問う複数選択可の項目で、48人が「恵庭のまちづくりに必要」と賛成意見を選んだ。しかし、この48人中13人は「既存商業への影響が心配」の選択肢も重複して選んでおり、賛成しながらも地元商店の客足が鈍らないような開発事業を求める声もアンケートにはあった。5月14日、恵庭市長は記者会見を開き「1年間は関連予算の執行も、恵み野駅西口の市街化区域の編入申請もしない」と述べ、西口開発は見直される方針が明らかにされた。恵庭市は「事業主体の民間事業者（札幌綜合商事）の社会的な信用は十分ではない」として、札幌綜合商事に大手総合商社からの確実な支援を示す文書を求めていた。しかし回答がなく、これによって計画の見直しが決定された。この決定で計画は一旦白紙に戻されたが、西口開発そのものは行っていくとして、市は新たな民間事業者の公募を開始することとした。8月29日、恵庭市議会の「自民党市議会議員団 清和会」が行った西口開発について問うアンケートの返信葉書約2000枚が偽造の可能性があるとして、清和会は千歳署に被害届を提出。日本郵政公社札幌監察室が郵便法違反の疑いで調べた。このアンケートには市政が推進していた西口開発の賛否や、それについての情報公開が進んでいるかどうかを択一式で問う内容で、偽造された可能性のある葉書は全てが市政を支持する回答になっていた。
2008年1月、コマーシャル・アールイーと、アルファーコート・北海道アーバンコーポレイション・岩田地崎建設共同企業体の2者。審査委員会（計画提案審査）、事業計画の地権者説明会を実施され、4月に共同企業体の計画提案に決定した。8月に共同企業体の北海道アーバンコーポレイションの親会社アーバンコーポレイションが民事再生手続に入ったため、開発計画が停止。事実上、白紙となり、新たに組合施行による土地区画整理へ転換することを決めた。
2011年7月、恵み野駅西口土地区画整理事業の土地区画整理組合を設立の認可と、同時に概要と設計も発表された。2012年9月には保留地の約5.5ヘクタールを大和リースに売却し、保留地に複合商業施設のフレスポ恵み野を出店することを決めた。2014年度内に完了を目指し、9月26日に着工することも決定した。
2013年、造成された宅地を恵み野里美ニュータウンとして分譲することが決まる
。

### 年表
- 2006年11月 - 恵庭商工会議所で市商店街振興組合連合会に対して説明会を実施
- 2007年5月 - 西口開発事業の見直し。
- 2007年8月 - アンケート返信はがき偽造が発覚。
- 2008年1月 - 1社・共同企業体の2者の計画提案審査、事業計画の地権者説明会を実施。
- 2008年4月 - 新たに事業計画を提案した共同企業体の計画提案に決定。
- 2008年8月 - 共同企業体に参加している企業の親会社が民事再生手続に入ったため、開発計画が停止。
- 2011年7月 - 恵み野駅西口土地区画整理事業の土地区画整理組合を設立。概要と設計も同時発表。
- 2012年9月 - 複合商業施設のフレスポを出店決定。
- 2013年6月 - 恵み野里美ニュータウンとして宅地分譲。
- 2013年8月10日 - 区画整理事業の公示により、西島松の一部・南島松の一部が、恵み野里美1丁目・2丁目へ町名変更[14]。
- 2015年4月10日 - フレスポ恵み野開業[15]。

## 開発事業内容 (2011年 - 2012年)
組合と大和リースによる開発事業
宅地開発は戸建ての一般住宅として160区画が造成され、想定人口は450人を見込む。

## 開発事業内容 (2008年)
共同企業体が提案した開発事業
以下の施設が建設される予定だったが、共同企業体の1社の北海道アーバンコーポレイションの親会社が民事再生手続に入ったため白紙となる。
- Aブロック : 物産店舗、家電量販店、リサイクル店、レンタル・アミューズ店
- Bブロック : 衣製品店、シューズ店、ホームセンター、スーパーマーケット、ドラッグストア、100円ショップ
- Cブロック : ガソリンスタンド・コンビニ、スポーツジム、美容室、理容室、マンション3棟、有料老人ホーム
- Dブロック : 家具店、メガネ店

宅地開発は戸建ての一般住宅として造成される。

## 開発事業内容 (2007年)
恵庭市が提案した開発事業
当初、事業期間は許可申請等の手続きが2007年度からを予定し、2008年度から造成工事に着手し概ね3、4年での完成が目指されていた。事業費において用地取得や造成等に必要な費用の総額は約40億円と見込まれていた。計画では4つの事業用地に区画され、以下の施設が建設される予定だったが全て見直すことになった。
- 事業用地1
  - クリニック (830m2、251坪)
  - シルバーマンション、デイサービス (18,129m2、5,484坪)
  - フィットネスジム、スパ (4,800m2、1,452坪)
  - コンビニエンスストア、賃貸共同住宅 (1,600m2、484坪)
  - レストラン (300m2、91坪)
- 事業用地2
  - ドラッグストア、スポーツ用品店、飲食店、専門店 (6,075m2、1,838坪)
  - CD・ビデオレンタル (1,158m2、350坪)
  - 衣料量販店 (990m2、300坪)
  - ゲームセンター、カラオケ、ボウリング場 (3,633m2、1,099坪)
- 事業用地3
  - ホームセンター (9,486m2、2,869坪)
  - スーパーマーケット (4,003m2、1,211坪)
  - 電器店 (3,339m2、1,010坪)
  - ガソリンスタンド (180m2、54坪)
- 事業用地4
  - 専門店 (2,600m2、787坪)
  - 店舗×5 (300×5=1,500m2、91×5=434坪)

宅地開発は戸建ての一般住宅として118区画が造成される。シルバーマンションや賃貸共同住宅は合わせて約150戸が建設され、これらの戸数を合計した想定人口は約550人とされていた。